# Henryk Cepnik
Henryk Cepnik (ur. 6 lipca 1877 we Lwowie, zm. w 1942 lub 1944 w Brzuchowicach) – polski dziennikarz i krytyk teatralny, reżyser teatralny, dyrektor i kierownik literacki teatrów, dramaturg, publicysta i tłumacz literatury.

## Życiorys
Ukończył Gimnazjum im. Franciszka Józefa we Lwowie (1897) i rozpoczął studia prawnicze na Uniwersytecie Lwowskim. Jeszcze podczas studiów rozpoczął pracę dziennikarza oraz zaangażował się w tworzenie ruchu teatralnego. Publikował od 1898 roku, najpierw w Gazecie Narodowej, a następnie w Słowie Polskim, Wieku XX, Gazecie Powszechnej oraz Reformatorze. W latach 1900–1902 współredagował pisma o tematyce artystyczno-literackiej: Wiadomości Artystyczne oraz Tygodnik Muzyczny i Teatralny, a w okresie 1904-1905 – dziennik Dzień Polityczny, Społeczny, Ekonomiczny i Literacki. Ponadto zorganizował zespół teatralny przy Czytelni Akademickiej, z którym w 1900 roku przystąpił do Towarzystwa Szkoły Ludowej, dając zalążek teatru ludowego we Lwowie.
W 1904 roku otrzymał stałą posadę recenzenta w Dzienniku Polskim. Przez kolejne lata angażował się w rozwój ruchu teatralnego w mieście, będąc m.in. skarbnikiem w zarządzie Związku Teatrów i Chórów Włościańskich, członkiem komitetu organizacyjnego Teatru Ludowego im. Juliusza Słowackiego oraz współtwórcą Szkoły Dramatycznej przy Teatrze Miejskim we Lwowie (1906), gdzie wykładał historię teatru i dramatu, dzieje teatru i literatury dramatycznej oraz rozwój sztuki aktorskiej. Wydawał serię Teatr dla Wszystkich oraz wygłaszał liczne odczyty na temat teatru.

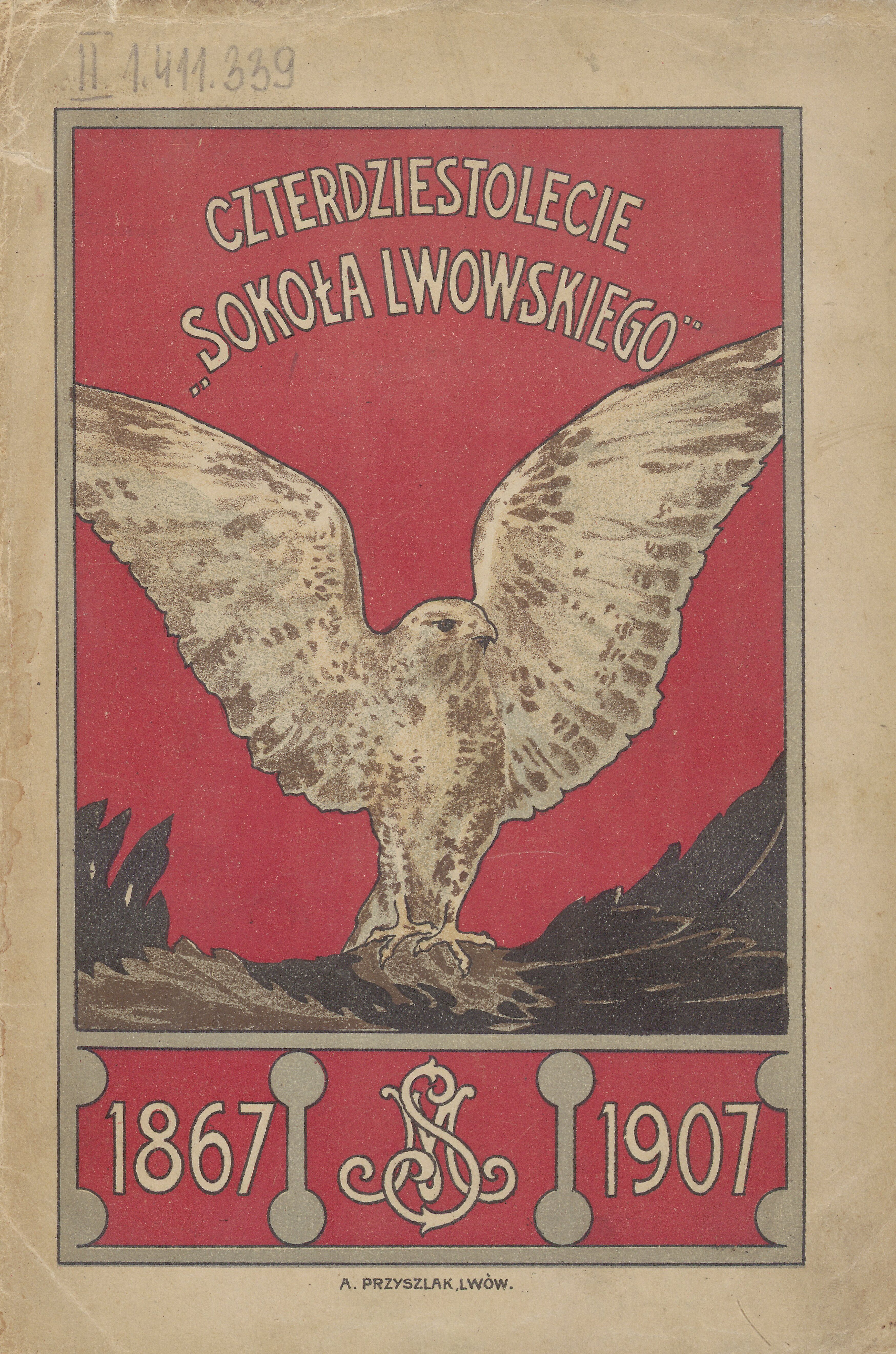
Czterdziestolecie "Sokola" lwowskiego 1867-1907 autorstwa Henryka Cepnika (1907)

W 1910 roku Ludwik Heller powołał go na stanowisko "dramaturga" (kierownika literackiego) lwowskiego Teatru Miejskiego, którą to funkcję pełnił do 1919 roku. Był także sekretarzem Teatru Polskiego w Wiedniu (sezon 1914/1915). W kolejnych latach Henryk Cepnik był kierownikiem literackim i artystycznym Teatru Polskiego w Domu Robotniczym w Przemyślu (1919) oraz dyrektorem i kierownikiem literackim Związkowego Teatru Dramatycznego na Pohulance w Wilnie (1919-1920). W sezonie 1920/1921 prowadził Górnośląski Teatr Narodowy z siedzibą w Bytomiu, a następnie w Szopienicach, który dał ok. 100 przedstawień w miejscowościach na terenie Górnego Śląska. W latach 1921–1923 wraz z Franciszkiem Rychłowskim prowadził teatry wileńskie oraz wykładał w tamtejszej szkole dramatycznej. Następnie kierował Teatrem im. Aleksandra Fredry w Stanisławowie (1923-1924), by pod koniec 1924 roku powrócić do Lwowa. W kolejnych latach wykładał m.in. w szkole dramatycznej Franciszka Frączkowskiego oraz  Szkole Opery przy Konserwatorium Polskiego Towarzystwa Muzycznego. Od 1925 roku był redaktorem naczelnym pisma Nowiny Lwowskie oraz współredaktorem dziennika Wiek Nowy. Publikował w innych lwowskich czasopismach, a od 1926 roku działał w Towarzystwie Dziennikarzy Polskich. W latach 1928–1929 był kierownikiem literackim Teatrów Miejskich we Lwowie, a w okresie 1936-1937 współpracował ze lwowskim Powszechnym Teatrem Żołnierza. Wygłaszał też liczne odczyty i prelekcje na tematy teatralne, m.in. na antenie lwowskiej rozgłośni Polskiego Radia.
Był autorem dramatów "Za gwiazdą Napoleona", "Misterium Pasyjne" (wspólnie z Ludwikiem Hellerem) oraz "Książę Józef". Tłumaczył na polski dzieła m.in. Alexandre'a Dumasa (ojca) oraz Gerharta Hauptmanna. W 1917 roku odnalazł i opublikował z rękopisu nieznaną dotąd komedię Aleksandra Fredry "Intryga naprędce". Publikował też liczne prace dotyczące historii teatru, m.in. "Teatr Polski w Wiedniu" (1910), 'Myśli o teatrze" (1921), "Z dziejów kultury teatralnej na Litwie" (1921), "Listy o teatrze" (1924) oraz "Scena lwowska 1780-1929" (1929) oraz współczesnej mu historii Polski m.in. "Czterdziestolecie "Sokoła" lwowskiego 1867-1907" (1907), "Dzieje pracy Górnego Śląska 1922-1927" (1927), "Józef Piłsudski twórca niepodległego państwa polskiego: zarys życia i działalności" (1933),
Według informacji przekazanych przez rodzinę, zmarł w 1944 roku w Brzuchowicach k. Lwowa, choć istnieją również źródła, zgodnie z którymi zmarł w 1942 roku we Lwowie.